# Myrrhinidae
Famille
Synonymes
- voir paragraphe #Synonymes

Les Myrrhinidae forment une famille de mollusques de l'ordre des nudibranches (éolidiens).

## Synonymes
- Caloriidae Odhner, 1968[1]
- Cratenidae Bergh, 1889[1]
- Facelinidae Bergh, 1889 (préféré par BioLib)[1]
- Favorinidae Bergh, 1889[1]
- Myrrhinidae Bergh, 1905[1]
- Phidianidae Odhner, 1968[1]
- Phyllodesmiidae Thiele, 1931[1]

## Liste des genres
Selon World Register of Marine Species (26 septembre 2021) :
- genre Godiva Macnae, 1954 -- 4 espèces
- genre Hermissenda Bergh, 1879 -- 3 espèces
- genre Nanuca Er. Marcus, 1957 -- 5 espèces (contient l'essentiel de l'ancien genre Dondice)
- genre Nemesignis Furfaro & Mariottini, 2021 -- 1 espèce
- genre Phyllodesmium Ehrenberg, 1831 -- 27 espèces

## Galerie

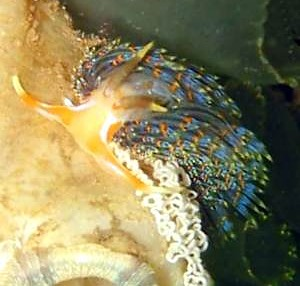
Godiva quadicolor
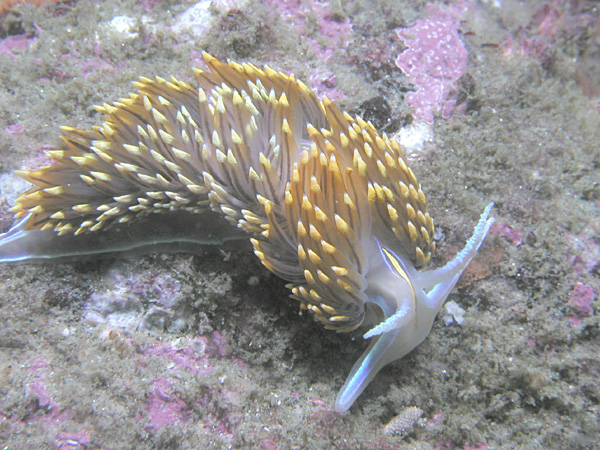
Hermissenda crassicornis
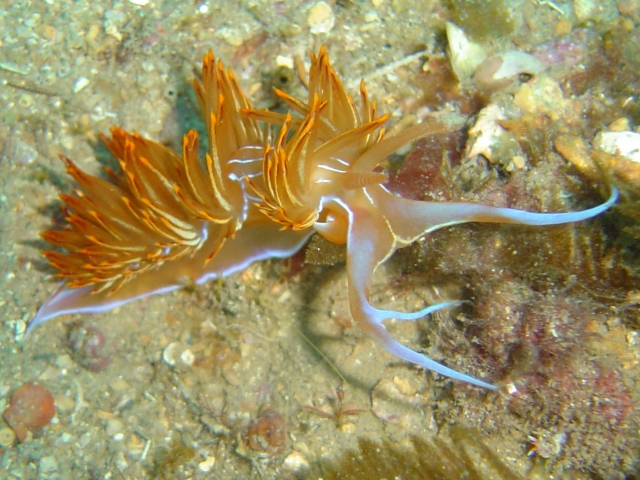
Nemesignis banyulensis
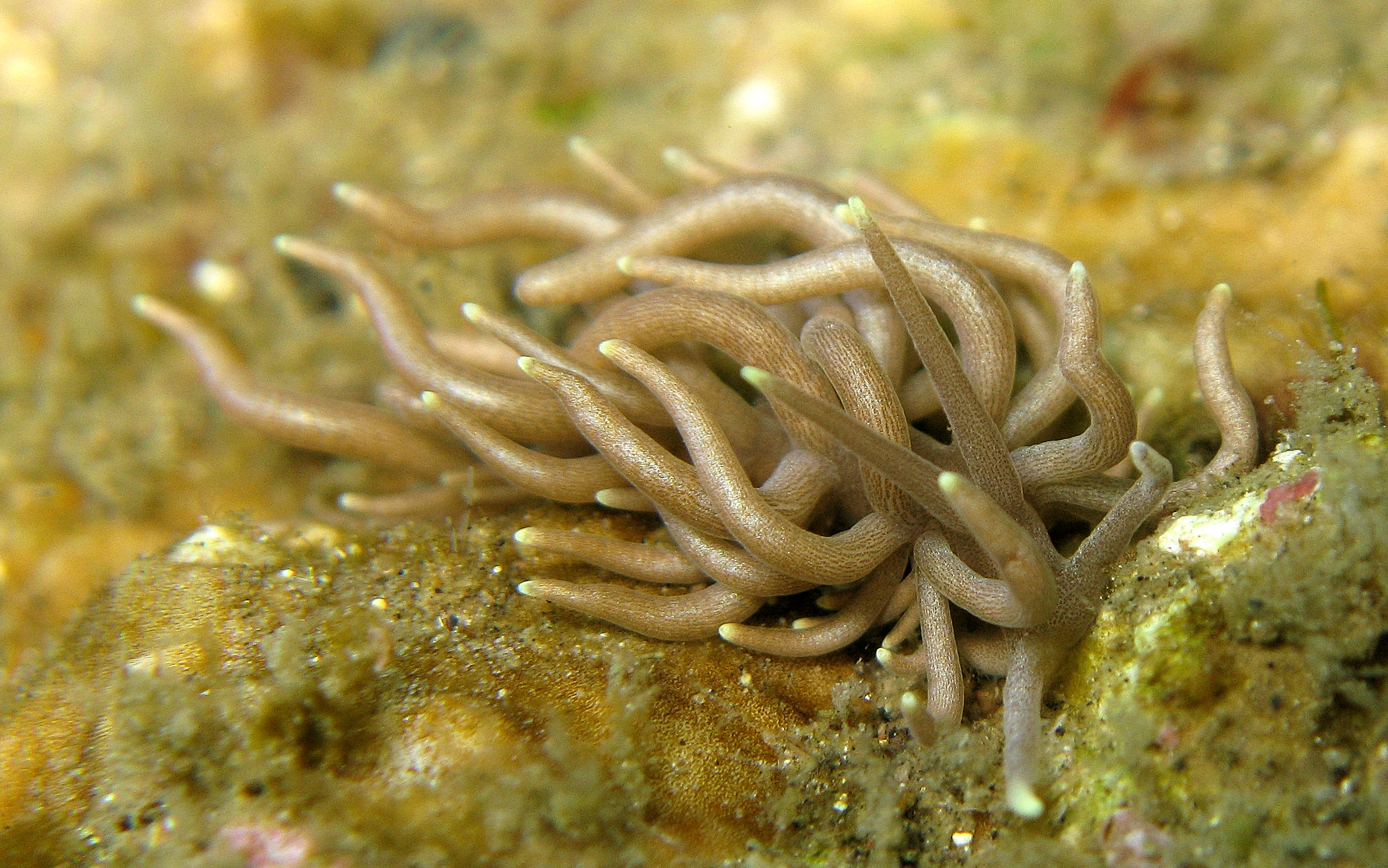
Phyllodesmium briareum